# Rosana Arbelo

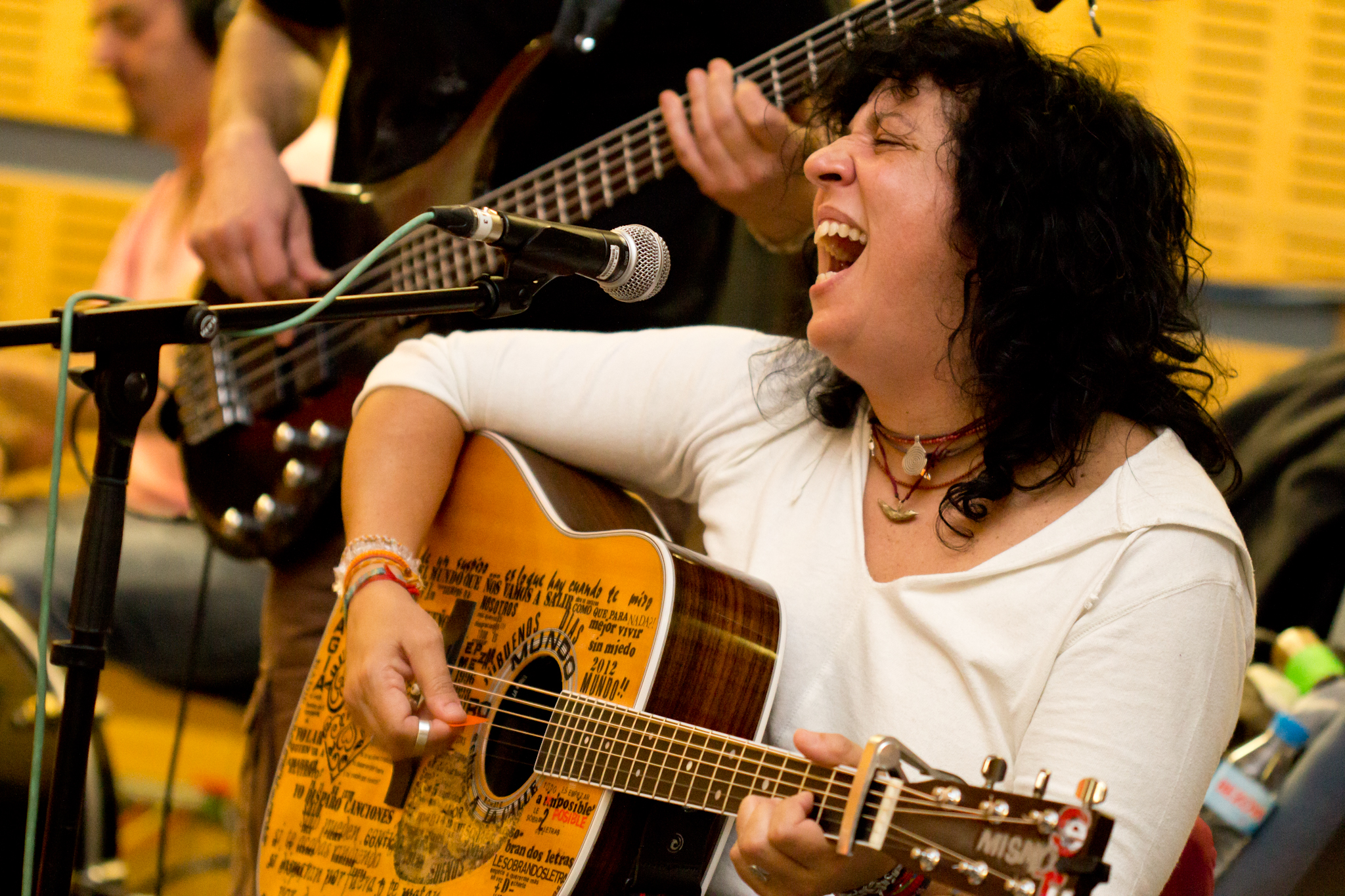
Rosana en 2013

Rosana Arbelo (Lanzarote, Ilhas Canárias, 24 de outubro de 1963) é uma cantora e compositora espanhola.
Rosana Arbelo Gospar é uma cantora e compositora espanhola. Nasceu no dia 24 de outubro de 1963 na ilha de Lanzarote, Ilhas Canarias, onde cresceu. É a filha mais nova numa família de oito irmãos. Começou a compor músicas e mudou - se para Madrid no comeco de 1980. Ganhou o primeiro lugar no festival de Benidorm com a música "Fuego y Miel" (Fogo e mel), pela qual acabou ganhando um contrato de gravação com a MCA.